# Resolutie 1506 Veiligheidsraad Verenigde Naties
Resolutie 1506 van de Veiligheidsraad van de Verenigde Naties werd op 12 september 2003 door de VN-Veiligheidsraad aangenomen. Dertien leden van de raad stemden voor; Frankrijk en de Verenigde Staten onthielden zich. De resolutie hief de sancties tegen Libië in verband met de Lockerbie-aanslag op.

## Achtergrond
Op 21 december 1988 stortte Pan Am vlucht 103 na een bomexplosie neer boven het Schotse plaatsje Lockerbie. Het onderzoek leidde naar twee agenten van de Libische geheime dienst. Libië weigerde mee te werken aan het onderzoek en de twee uit te leveren. Daarom legde de VN-Veiligheidsraad het land een wapen- en luchtvaartembargo op. Pas op het einde van de jaren 1990 veranderde de houding van Libië. In 1999 werden de twee uitgeleverd, en in 2001 werden ze in Nederland berecht.
Op 19 september 1989 werd een Frans vliegtuig van Union de Transports Aériens opgeblazen boven Niger. Ook deze aanslag bleek door Libië te zijn gedirigeerd.

## Inhoud

### Waarnemingen
Libië had stappen ondernomen om te voldoen aan de eisen uit voorgaande resoluties (resoluties uit 1992-94). Het land had zijn verantwoordelijkheid voor het gebeurde opgenomen, compensaties betaald, terrorisme afgezworen en zijn medewerking aan het onderzoek toegezegd.

### Handelingen
De Veiligheidsraad besloot aldus de maatregelen in de resoluties 748 (1992) en 883 (1993) te beëindigen. Ook het comité dat toezag op die sancties werd opgeheven. Uiteindelijk haalde de Veiligheidsraad de kwestie van zijn agenda.

## Verwante resoluties
- Resolutie 883 Veiligheidsraad Verenigde Naties (1993)
- Resolutie 1192 Veiligheidsraad Verenigde Naties (1998)
- Resolutie 1970 Veiligheidsraad Verenigde Naties (2011)

Lijst ·  1455 ·  1456 ·  1457 ·  1458 ·  1459 ·  1460 ·  1461 ·  1462 ·  1463 ·  1464 ·  1465 ·  1466 ·  1467 ·  1468 ·  1469 ·  1470 ·  1471 ·  1472 ·  1473 ·  1474 ·  1475 ·  1476 ·  1477 ·  1478 ·  1479 ·  1480 ·  1481 ·  1482 ·  1483 ·  1484 ·  1485 ·  1486 ·  1487 ·  1488 ·  1489 ·  1490 ·  1491 ·  1492 ·  1493 ·  1494 ·  1495 ·  1496 ·  1497 ·  1498 ·  1499 ·  1500 ·  1501 ·  1502 ·  1503 ·  1504 ·  1505 ·  1506 ·  1507 ·  1508 ·  1509 ·  1510 ·  1511 ·  1512 ·  1513 ·  1514 ·  1515 ·  1516 ·  1517 ·  1518 ·  1519 ·  1520 ·  1521